# 사도 토마
토마(Θωμᾶς, 공동번역), 토마스(가톨릭교회), 도마(개신교)는 성경에 나오는 예수 그리스도의 열두 사도 가운데 한 사람이다. 토마의 다른 이름인 디두모(고대 그리스어: δίδυμος)는 아람어로 ‘쌍둥이’를 뜻하며, 로마 가톨릭교회가 지정한 축일은 7월 3일, 동방 정교회가 지정한 축일은 10월 6일이다.

## 생애
사도 토마에 대한 내용은 요한복음에 주로 기록되어 있다. 토마는 갈릴래아 출신으로 겐네사렛 호수에서 어부로 일하다가 예수의 제자가 되었다고 한다.
예수가 죽은 라자로를 되살리려고 베다니아로 가려고 하자 다른 사도들이 바리사이 파의 음모에 걸릴 위험이 있다며 모두 극구 만류하였다. 그러나 토마는 “우리도 함께 가서 그분과 생사를 같이 하자.”라고 말하였다.
최후의 만찬 때에도 예수가 사도들에게 이별을 고하자, 다른 사도들이 비통에 잠겨 침묵을 지키고 있을 때 사도 토마는 "너희는 내가 어디로 가는지 그 길을 알고 있다"라고 한 예수의 말에 "주님, 저희는 당신이 어디로 가시는지도 모르는데 어떻게 그 길을 알겠습니까?"라고 물었고, 예수는 "나는 길이요, 진리요, 생명이다. 나를 거치지 않고서는 아무도 아버지께 갈 수 없다"고 응답하였다.
예수가 겟세마네 동산에서 로마 병사들에게 사로잡히자 다른 사도들과 같이 예수를 버리고 달아나 버렸다.
예수가 십자가 처형을 당하고 사흘 뒤 사도 토마는 예수가 부활하여 다른 사도들에게 나타났다는 증언을 듣게 되었고, 그는 "내가 나의 눈으로 그 분의 손목에 있는 못자국을 보고, 그 못자국에 내 손가락을 넣어 보고, 또 내 손을 그 분의 옆구리(십자가 처형 당시 예수가 확실히 숨이 끊어졌는지를 확인하기 위해 로마 병사가 창으로 예수의 옆구리를 찔렀다)에 넣어 보지 않고는 결코 믿지 못하겠다"라며 회의적인 반응을 보였다. 여드레가 지나고 사도들이 모두 모여 있을 때 예수가 사도 토마 앞에 나타나서 "네 손가락으로 내 손을 만져 보아라. 또 네 손을 내 옆구리에 넣어 보아라" 하며 사도 토마에게 자신의 몸에 난 상처 자국을 보여주었다. 예수의 몸에 난 상처를 확인한 토마는 그 자리에서 "나의 주님, 나의 하나님!"이라고 외쳤다. 이때 예수는 "너는 나를 보고야 믿느냐? 나를 보지 않고도 믿는 자는 행복하다"라고 말하였다고 한다.

## 외전에서의 사도 토마의 행적
감리교 신학대학교 이덕주 교수가 쓴 《기독교 사회주의 산책》(홍성사)에는 사도 성 토마스 또는 토마, 도마의 행적을 이렇게 기록하고 있다.(p145-147)
외경인 도마행전에서는 예수 승천 이후의 사도 토마의 행적에 대해 기록하고 있는데, 그에 따르면 예수가 사도 토마를 인도에 보내려고 하자 토마는 거리와 건강문제로 인도에 가지 않겠다고 했다. 그러자 주님이신 예수께서는 토마가 전 재산을 잃고 그분처럼 천한 노동자 계급인 목수가 되게 하셨다. 마침 인도 왕이 궁전을 지을 목수를 구하려 예루살렘에 신하를 보내왔을 때 그 신하는 부활하신 주님의 뜻에 따라 노비시장에서 노비가 된 토마를 은 30개에 토마를 샀던 것이다.
인도에 온 성 토마는 궁전을 지을 돈을 "임금님이 주시는 돈입니다."라면서 도시의 가난한 이들에게 나누어주었다. 황금지붕을 만들라고 돈을 주자, 가난한 이들에게 또 나누어주었다. 공사가 진척되었는지를 묻자, "당신이 죽는 날에 궁전을 볼 것"이라고 했다. 분노한 왕은 성 토마를 감옥에 가두고 다음날 처형하려고 했는데, 왕의 동생이 죽었다가 살아났다. 왕의 동생은 자신이 죽은 뒤에 사후세계에서 본 것을 이야기했는데, 천상에서 아주 화려하고 아름다운 궁전을 보고 그곳에 살고 싶다는 생각이 들었고 그때 천사가 옆에서 "저기는 기독교인들이 당신의 형님을 위해 지은 왕궁"이라고 일러주었고, 왕의 동생이 이를 왕에게도 알려주게 해달라고 했다. 천사는 이에 그를 다시 살려주었다는 것이다. 왕은 이에 회심하고 토마로부터 세례를 받고 기독교인이 되었고 인도에서 기독교를 선교하는 것을 허락하였다고 한다. 너희 보물을 땅이 아닌, 하늘에 쌓으라고 하신 그리스도의 복음을 사도 토마스의 행적으로써 알기 쉽게 설명한 전기이다. 인도 서남부 말라바르 지역에서는 "사도 토마를 통해 복음을 받았다"고 주장하는 토마 교회 전통이 있다. 서구 기독교 전통에서는 교회사에서 언급조차 안 했지만, 동방 기독교 전통에서는 사도 토마의 행적은 존중받고 있다. 우리가 이웃에게 베품으로써 하늘에 쌓으라(누가복음서 19장 29절에서 33절)는 그리스도의 복음을 사도 토마스의 행적으로써 설명하는 일화(Episode)로서 세계 기독교 공동체에 전해지는 구비문학이자 기록문학이기도 하다. 이들은 1560년대 인도에 온 예수회 선교사들로부터 이단으로 몰려 박해를 받기도 했다.

## 수호 성인
건축가, 예술가, 목수, 측량사, 재판관, 건축업자, 조각가.

## 기타
교황 그레고리오 1세는 "신앙을 위해서는 토마 사도의 불신이 믿는 제자들의 신앙보다 우리에게 더욱 유익하다"고 평가하기도 했다.

## 같이 보기
- 시리아 정교회
- 말랑카라 시리아 정교회
- 케찰코아틀
- 상투메